# Siim Valmar Kiisler
Siim Valmar Kiisler, född 6 november 1965 i Tallinn, är en estnisk affärsman och konservativ politiker, tillhörande partiet Isamaa.
Kiisler är uppväxt i Tallinn och studerade vid Tallinns tekniska universitet, där han tog en ingenjörsexamen i automatiserade kontrollsystem 1991.
Han valdes in i Tallinns stadsfullmäktige 1999 och var de följande två åren även stadsdelsäldste i centrumområdet Kesklinn. 2003 valdes han första gången in i Riigikogu som medlem av Res Publica, och kom därefter att fortsätta som politiker för Förbundet Fäderneslandet och Res Publica (nuvarande Isamaa) efter att partierna gått samman 2006. 2007–2008 var han biträdande ekonomi- och kommunikationsminister. Han var därefter minister för regionala frågor i Andrus Ansips andra och tredje regeringar från 2008 till 2015. Från 2017 till 2019 var han miljöminister i Jüri Ratas första regering.